# Ludwig Hetsch
Carl Ludwig („Louis“) Friedrich Hetsch (* 26. April 1806 in Stuttgart; † 28. Juni 1872 in Mannheim) war ein deutscher Komponist.

## Leben
Hetsch studierte ab 1824 am Evangelischen Stift in Tübingen, verließ 1828 vorzeitig das Seminar und betätigte sich als Musiklehrer. In dieser Zeit gehörte Prinzessin Elisabeth Alexandrine von Württemberg zu seinen frühen Schülerinnen. Er war seit 1831 Chorleiter des Stuttgarter Liederkranzes und ging dann zur weiteren Musikausbildung, mit Unterstützung des Königs von Württemberg für etwas mehr als ein Jahr nach Wien. Ab 1836 war er Universitätsmusikdirektor in Heidelberg und ab 1846 Hofmusikdirektor in Mannheim. Er war ein Komponist geistlicher und romantischer Lieder. Mit dem Dichter Mörike, dessen Gedichte er vertonte, verband ihn eine lebenslange Freundschaft. Mörike widmete Hetsch seine Novelle Mozart auf der Reise nach Prag (1855). Von seinen Bühnenwerken wurde die romantische Oper Ryno 1833 am Stuttgarter Hoftheater uraufgeführt. Hetsch heiratete 1837 Pauline Zoller, eine Tochter des Pädagogen Karl August von Zoller.

## Diskografie
Lieder von Hetsch finden sich u. a. auf folgenden Audio-CDs:
- Romantic Lieder, UraCant, 2000
- Das Lied im deutschen Südwesten, Cavalli Records, 2003
- Eduard Mörike – Nachtigallensang, Bayer Records, 2004
- Robert Schumann: Sammlung von Musik-Stücken alter und neuer Zeit, CPO, 2010